# Танамалвіла (підрозділ окружного секретаріату)
Підрозділ окружного секретаріату Танамалвіла — підрозділ окружного секретаріату округу Монерагала, провінція Ува, Шрі-Ланка. Головне місто - Танамалвіла. Складається з 14 Грама Ніладхарі.

## Демографія
| Кількість Грама Ніладхарі | Населення (2012) | Площа (км2) | Густота населення (/км2) | Села |
| ------------------------- | ---------------- | ----------- | ------------------------ | ---- |
| 14                        | 26683            | 633         | 42                       | 70   |